# Рамадье, Поль
Поль Рамадье (фр. Paul Ramadier; 17 марта 1888, Ла-Рошель — 14 октября 1961, Родез) — французский политический и государственный деятель, который, с 22 января по 19 ноября 1947 года будучи премьер-министром, возглавлял кабинет министров Четвёртой республики.

## Биография
Родился 17 марта 1888 года в городе Ла-Рошель в семье врача-психиатра. Уже в 16—летнем возрасте записался в Социалистическую партию Франции (СФИО). Изучал юриспруденцию и в 1911 году получил докторскую степень защитив диссертацию по Римскому праву. Масон, был досточтимым мастером ложи La Parfaite Union.
Был депутатом французского парламента с 1928 по 1940, с 1945 по 1951 и с 1956 по 1961 годы.
Покинул СФИО, перейдя в 1936 году в неосоциалистический Социалистический республиканский союз. Работал заместителем государственного секретаря в правительстве Леона Блюма. Его юрисдикция охватывает министерство электроэнергии и жидкого топлива. В кабинете Камиля Шотана Рамадье получил должность заместителя государственного секретаря по вопросам гражданского строительства.
В 1938 году в третьем кабинете Эдуара Даладье получил портфель министра труда республики. В этой должности активно ратовал за улучшение социальной защищённости трудящихся, пенсионную реформу и сорокачасовую рабочую неделю.
После начала Второй мировой войны и вторжения вермахта во Францию, Рамадье участвовал в Движении Сопротивления и вновь примкнул к социалистам. Был одним из 80 депутатов, голосовавших 10 июля 1940 года против ликвидации режима Третьей республики и передачи конституционных полномочий маршалу Филиппу Петену. За помощь евреям в годы оккупации его имя начертано на Аллее праведников мемориала «Яд ва-Шем» в Израиле.
После освобождения Франции от нацистов Рамадье стал министром снабжения (с ноября 1944 года по май 1945 года в кабинете Шарля де Голля).
С 16 декабря 1946 по 16 января 1947 года — министр юстиции Франции. Ему удалось убедить правительство дать согласие на план Маршалла. После принятия Конституции Четвёртой республики Национальным собранием Рамадье стал первым премьер-министром Четвёртой республики.
В мае 1947 года подписал декрет о выводе министров-коммунистов из правительства.
В правительстве Анри Кёя с 1948 по 1949 год военный министр Франции.
Содействовал повороту к атлантическому курсу страны во внешней политике, включавшему участие Франции в НАТО.
В 1956—1957 годах в кабинете Ги Молле был министром экономики и финансов.
Поль Рамадье скончался 14 октября 1961 года в Родезе.

## Правительства Рамадье

### Первое министерство (22 января — 22 октября 1947)
- Поль Рамадье — председатель Совета Министров;
- Морис Торез — вице-председатель Совета Министров;
- Жорж Бидо — министр иностранных дел;
- Поль Косте-Флоре — военный министр (22 января — 4 мая — Франсуа Бийу);
- Луи Жакино — морской министр;
- Андре Марозелли — министр авиации;
- Эдуар Депрё — министр внутренних дел;
- Робер Шуман — министр финансов;
- Андре Филипп — министр национальной экономики;
- Робер Лакост — министр промышленной продукции;
- Амбруаз Круаза — министр труда и социального обеспечения;
- Андре Мари — министр юстиции;
- Марсель Эдмон Нежелен — министр национального образования;
- Франсуа Миттеран — министр по делам ветеранов и жертв войны;
- Франсуа Танги-Прижен— министр сельского хозяйства;
- Пьер Бурдан — министр по делам молодежи, искусств и литературы;
- Мари Муте — министр по делам заграничной Франции;
- Жюль Мок — министр общественных работ и транспорта;
- Жорж Марран — министр здравоохранения и народонаселения;
- Шарль Тийон — министр восстановления и градостроительства;
- Жан Летурно — министр торговли;
- Феликс Гуэн — министр планирования;
- Марсель Роклор — государственный министр;
- Ивон Дельбос — государственный министр.

Изменения:
- 4 мая 1947 — Пьер-Анри Тежен наследует Торезу как вице-председатель Совета Министров. Другие министры-коммунисты (Круаза, Марран, Тийон и Бийу) также подают в отставку.
- 9 мая 1947 — Даниель Мейер наследует Круаза как министр труда и социального обеспечения. Робер Прижен наследует Маррану как министр здравоохранения и народонаселения. Жан Летурно наследует Тийону как министр восстановления и градостроительства. Эжен Тома входит в кабинет как министр почт.
- 11 августа 1947 — Робер Лакост наследует Летурно как министр торговли, становясь при этом министром торговли и промышленности.

### Второе министерство (22 октября — 24 ноября 1947)
- Поль Рамадье — председатель Совета Министров;
- Жорж Бидо — министр иностранных дел;
- Пьер-Анри Тежен — министр национальной обороны;
- Эдуар Депрё — министр внутренних дел;
- Робер Шуман — министр финансов;
- Жюль Мок — министр экономических дел, планирования, общественных работ, транспорта, восстановления и градостроительства;
- Робер Лакост — министр промышленности;
- Андре Мари — министр юстиции;
- Марсель Эдмон Нежелен — министр национального образования;
- Даниель Мейер — министр социальных дел, ветеранов и жертв войны;
- Марсель Роклор — министр сельского хозяйства;
- Поль Косте-Флоре — министр по делам заграничной Франции;
- Ивон Дельбос — государственный министр.